# Indicatif régional 869
L'indicatif régional 869 est l'indicatif téléphonique régional de Saint-Christophe-et-Niévès.
L'indicatif régional 869 fait partie du Plan de numérotation nord-américain.
Pour un appel à l'intérieur de Saint-Christophe-et-Niévès, il suffit de composer les 7 chiffres du numéro de l'abonné. Pour un appel vers Saint-Christophe-et-Niévès en provenance d'un autre endroit du Plan de numérotation nord-américain (par exemple, à partir du Canada ou des États-Unis), il faut composer 1-869 suivi du numéro à 7 chiffres de l'abonné. 

## Historique
Cet indicatif a été créé par la scission de l'indicatif régional 809 en ou vers octobre 1996.
Jusqu'en 1995, plusieurs des îles des Caraïbes et de l'Atlantique ont partagé l'indicatif régional 809 à l'intérieur du Plan de numérotation nord-américain. Entre 1995 et 1999, chacune de ces îles a reçu son propre indicatif. Saint-Christophe-et-Niévès a reçu l'indicatif 869.